# Ponte Vanšu
Il ponte Vanšu (in lettone Vanšu tilts) è un ponte strallato che attraversa il fiume Daugava a Riga, capitale della Lettonia.

## Descrizione
Il suo nome significa letteralmente ponte strallato ed è talvolta tradotto come ponte della Sindone. Lungo 595 metri, è uno dei cinque ponti che attraversano il Daugava a Riga e attraversa l'isola di Ķīpsala. Fu costruito durante il periodo sovietico e aperto al pubblico il 21 luglio 1981 con il nome di ponte di Gorkij.
Nell'ultimo decennio ci sono state più di 10 incidenti in cui delle persone hanno tentano di scalare i cavi del tirante centrale del ponte. L'unico con conseguenze letali è stato il 7 giugno 2012, quando un uomo si è suicidato saltando giù dai cavi del ponte. Dopo l'incidente, il Comune di Riga ordinò l'installazione del filo spinato sui cavi del pilastro centrale.
Nel 2013 è stata aperta una spiaggia con campo da pallavolo sotto al ponte Vanšu, sulla sponda del Ķīpsala.